# Bouygues Télécom (wielerploeg)/2006
Deze pagina geeft een overzicht van de wielerploeg Bouygues Telecom in 2006.
| Naam                | Geboortedatum | Nationaliteit | Ploeg 2005                |
| ------------------- | ------------- | ------------- | ------------------------- |
| Walter Bénéteau     | 28-07-1972    | Frankrijk     |                           |
| Giovanni Bernaudeau | 25-08-1983    | Frankrijk     |                           |
| Olivier Bonnaire    | 02-03-1983    | Frankrijk     |                           |
| Franck Bouyer       | 17-03-1974    | Frankrijk     |                           |
| Laurent Brochard    | 26-03-1968    | Frankrijk     |                           |
| Sébastien Chavanel  | 21-03-1981    | Frankrijk     |                           |
| Mathieu Claude      | 17-03-1983    | Frankrijk     |                           |
| Stef Clement        | 24-09-1982    | Nederland     | Rabobank Continental Team |
| Pierre Drancourt    | 10-05-1982    | Frankrijk     |                           |
| Pierrick Fédrigo    | 30-11-1978    | Frankrijk     |                           |
| Andy Flickinger     | 04-11-1978    | Frankrijk     | Ag2r Prévoyance           |
| Xavier Florencio    | 26-12-1979    | Spanje        | Relax-Fuenlabrada         |
| Yohann Gène         | 25-06-1981    | Frankrijk     |                           |
| Anthony Geslin      | 09-06-1980    | Frankrijk     |                           |
| Maryan Hary         | 27-05-1980    | Frankrijk     |                           |
| Vincent Jérôme      | 26-11-1984    | Frankrijk     | Beloften                  |
| Christophe Kern     | 18-01-1981    | Frankrijk     |                           |
| Arnaud Labbe        | 03-11-1976    | Frankrijk     | Auber 93                  |
| Yoann Le Boulanger  | 04-11-1975    | Frankrijk     | R.A.G.T Semences          |
| Laurent Lefèvre     | 02-07-1976    | Frankrijk     |                           |
| Rony Martias        | 04-08-1980    | Frankrijk     |                           |
| Alexandre Pichot    | 06-01-1983    | Frankrijk     | Beloften                  |
| Jérôme Pineau       | 02-01-1980    | Frankrijk     |                           |
| Anthony Ravard      | 28-09-1983    | Frankrijk     |                           |
| Franck Renier       | 11-04-1974    | Frankrijk     |                           |
| Didier Rous         | 18-09-1970    | Frankrijk     |                           |
| Matthieu Sprick     | 29-09-1981    | Frankrijk     |                           |
| Thomas Voeckler     | 22-06-1979    | Frankrijk     |                           |

## Overwinningen
GP Costa Azul
3e etappe: Sébastien Chavanel
Ronde van het Baskenland
5e etappe: Thomas Voeckler
Paris-Camembert
Anthony Geslin
Trophee des Grimpeurs
Didier Rous
Vierdaagse van Duinkerke
4e etappe: Pierrick Fédrigo
Ronde van Picardië
1e etappe: Rony Martias
Route du Sud
1e etappe: Thomas Voeckler
Eindklassement: Thomas Voeckler
NK wielrennen
Nederland (tijdrit): Stef Clement
Ronde van de Doubs
Yoann Le Boulanger
Ronde van Frankrijk
14e etappe: Pierrick Fédrigo
Parijs-Corrèze
1e etappe: Didier Rous
Eindklassement: Didier Rous
Clásica San Sebastián
Xavier Florencio
Ronde van de Limousin
1e etappe: Pierrick Fédrigo
Ronde van de Toekomst
9e etappe: Stef Clement
Parijs-Bourges
Thomas Voeckler

## Teams

### Tour Down Under
17 januari–22 januari
- 61.  Walter Bénéteau
- 62.  Giovanni Bernaudeau
- 63.  Sebastien Chavanel
- 64.  Mathieu Claude
- 65.  Vincent Jérôme
- 66.  Rony Martias
- 67.  Alexandre Pichot
- 68.  Pierre Drancourt

### Ronde van het Baskenland
3 april–8 april
- 151.  Thomas Voeckler
- 152.  Didier Rous
- 153.  Laurent Lefèvre
- 154.  Walter Bénéteau
- 155.  Olivier Bonnaire
- 156.  Pierrick Fédrigo
- 157.  Yoann Le Boulanger
- 158.  Matthieu Sprick

### Ronde van Romandië
25 april–30 april
- 171.  Sebastien Chavanel
- 172.  Thomas Voeckler
- 173.  Pierre Drancourt
- 174.  Yohann Gène
- 175.  Vincent Jérôme
- 176.  Arnaud Labbe
- 177.  Yoann Le Boulanger
- 178.  Laurent Lefèvre

### Critérium du Dauphiné Libéré
4 juni–11 juni
- 171.  Thomas Voeckler
- 172.  Walter Bénéteau
- 173.  Mathieu Claude
- 174.  Pierrick Fédrigo
- 175.  Andy Flickinger
- 176.  Rony Martias
- 177.  Jérôme Pineau
- 178.  Didier Rous

2000 · 2001 · 2002 · 2003 · 2004 · 2005 · 2006 · 2007 · 2008 · 2009 · 2010 · 2011 · 2012 · 2013 · 2014 · 2015 · 2016 · 2017 · 2018 · 2019 · 2020 · 2021 · 2022 · 2023 · 2024 · 2025
Ag2r Prévoyance · Bouygues Télécom · Cofidis, Le Crédit par Téléphone · Crédit Agricole · Team CSC · Davitamon-Lotto · Discovery Channel Pro Cycling Team · Euskaltel-Euskadi · La Française des Jeux · Team Gerolsteiner · Illes Balears-Caisse D'Espargne · Lampre-Fondital · Astana · Liquigas - Bianchi · Phonak Hearing Systems · Quick Step-Innergetic · Rabobank · Saunier Duval-Prodir · Team Milram · T-Mobile Team